# Violetgekte

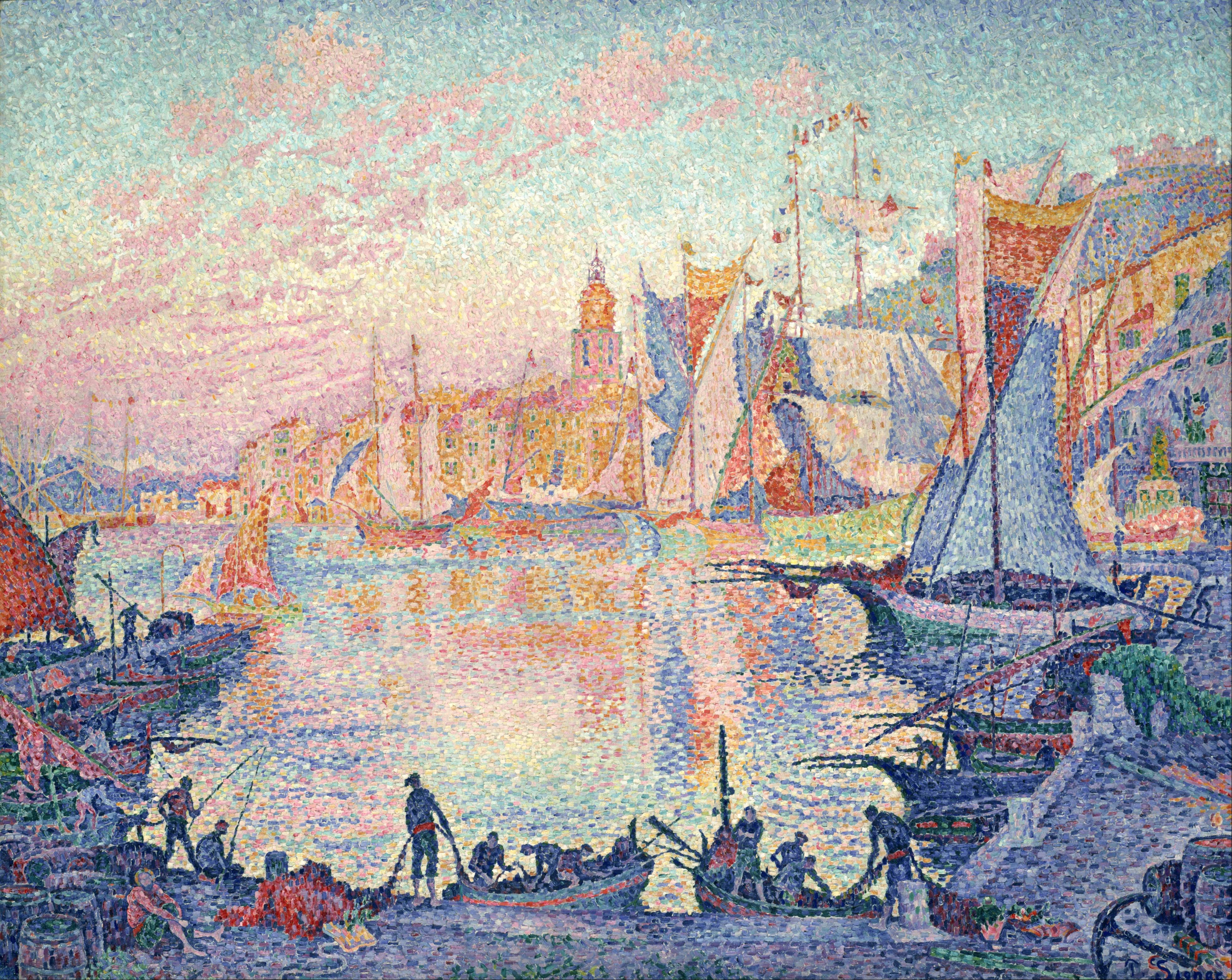
De haven van Saint-Tropez van Paul Signac, 1901-1902

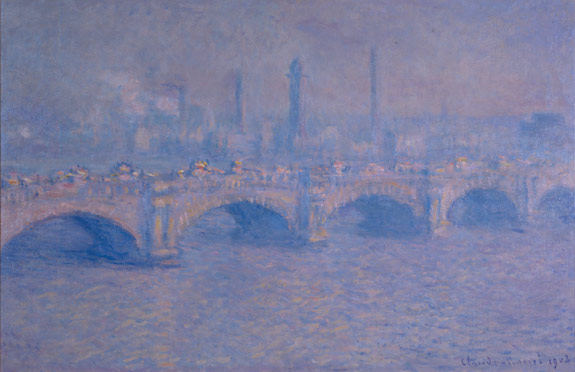
Uit de serie Waterloo Bridge van Claude Monet, 1903

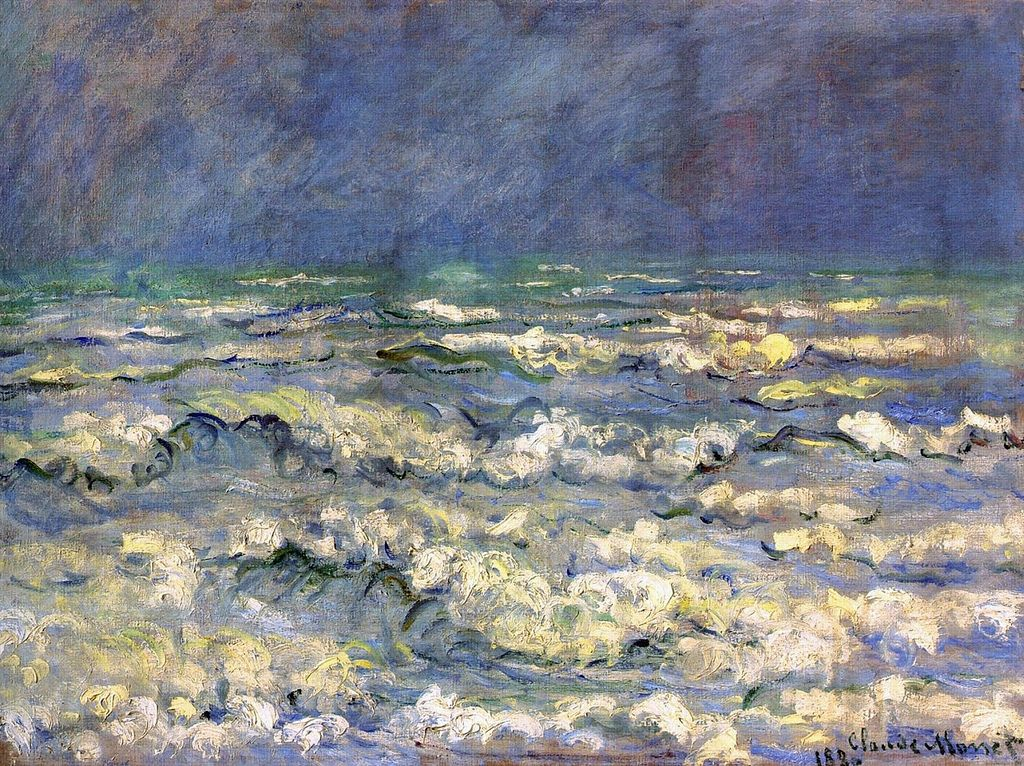
Zeezicht van Claude Monet, 1881

Violetgekte, in het Engels violettomania, is de plotselinge opkomst van de kleur violet in de schilderkunst vanaf 1860: het aandeel kunstwerken met violet vertienvoudigde in de tweede helft van de 19e eeuw en de stijgende lijn is in de 20e eeuw voortgezet. Impressionisten en postimpressionisten gebruikten de kleur zoveel dat hen violetgekte aangewreven werd.
Een mogelijke oorzaak is dat de schilders zich losmaakten van de natuurlijke kleuren en kennis namen van kleurtheorieën. Ook biologische, technologische en maatschappelijke tendensen kunnen echter een rol spelen.

## Receptie
Zowel contemporaine als latere auteurs hebben opgemerkt dat de impressionisten veel gebruikmaakten van het kortgolvige deel van het kleurenspectrum, de kant van blauw, violet en indigo. Contemporaine auteurs verweten de impressionisten violettomania, indigomania ('indigogekte') en ook misbruik van lila, badinerend samengevat als Het kenmerk van het impressionisme is het schilderen van lila luchten. De arts en historicus Alfred de Lostalot opperde dat de impressionisten ultraviolet konden waarnemen, terwijl Joris-Karl Huysmans hun ongewone palet in verband bracht met afwijkende kleurwaarneming, hysterie, een gemonomaniseerd oog, afwijkingen aan het netvlies en atrofie van de oogzenuwen. Het groen was uit hun palet verdwenen, het blauw overheerste volgens hem alles. De groep rond de Parijse salon toonde onbegrip en een vijandige houding tegenover het nieuwe schilderen, maar die attitude was niet universeel en werd tegen het fin de siècle ook milder.

## Gebruiksfrequentie
In 2021 werd een studie over de veronderstelde violetgekte gepubliceerd, waarvoor meer dan vierduizend kunstwerken vanaf de oudheid tot de moderne kunst werden geanalyseerd via op kleur gekalibreerde foto's uit musea. De opvattingen van wat violet is, worden sterk beïnvloed door taal, cultuur en context en voor de studie werden blauw-gedomineerde mengsels van rood en blauw beschouwd als violet. In de CIELAB-kleurruimte gaat het om de kleuren in de sector van boven de 272,6 tot en met 311,0 graden.
De gevoelde toename bleek daadwerkelijk te bestaan: tot 1850 had slechts twee tot vier procent van de schilderstukken een substantieel aandeel violet, maar in de tweede tweede helft van de 19e eeuw steeg dat naar 36,5 procent. De twintigste eeuw gaf een verdere stijging te zien tot 47,9 procent. Bij veel andere tinten, zoals rood, blauw, oranje, geel en groen waren er slechts bescheiden trends.

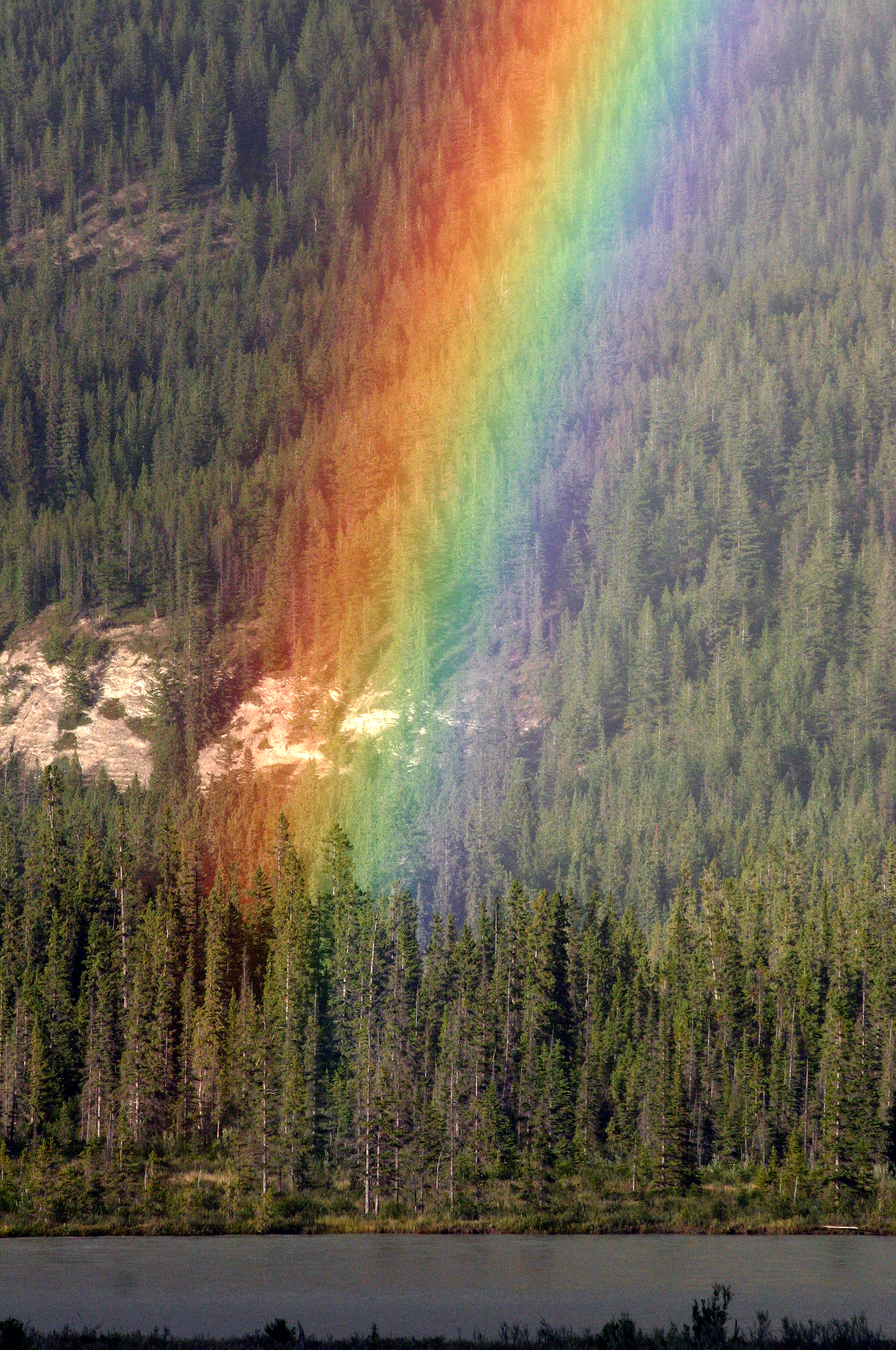
Oude teksten noemen zelden het violet

| Een fragment van een regenboog. In oude teksten wordt de violette band naast het blauw zelden genoemd. |

## Verklaringen
De studie uit 2021 kon het toegenomen gebruik van violet niet verklaren door het beschikbaar komen van nieuwe pigmenten, want de schilders bleven violet mengen uit rood en blauw. Vertekening van de data doordat veel roodachtige pigmenten snel verbleken bleek ook niet doorslaggevend. Na het wegstrepen van andere verklaringen veronderstelde de studie dat het impressionistisch werken zelf de aanzet had gegeven: in de natuur komt violet weinig voor, zodat de kleur pas in zwang kwam toen schilders hun kleurkeuze losmaakten van de tinten die zij in de natuur tegenkwamen en gebruik gingen maken van de kleurtheorieën van Eugène Chevreul en Charles Blanc.
De studie oppert als alternatieve verklaring dat de voortdurende evolutie van het menselijke visueel systeem er misschien mee te maken heeft en merkt op dat beschrijvingen van de regenboog van voor de renaissance de violette band naast het blauw zelden noemen. Dit geldt ook voor niet-Europese culturen. Het gebruik van kleurnamen is overigens cultuurgebonden en werd in een andere studie in verband gebracht met hun gebruikswaarde: in de natuur doen koele kleuren zich in de verte voor, waardoor de noodzaak ze te benoemen kleiner is. De beschikbaarheid van een kleurnaam heeft dan weer invloed op het nauwkeurig herkennen van een kleur. De industrialisatie zou het belang van het onderkennen en benoemen van koele kleuren vergroot hebben.

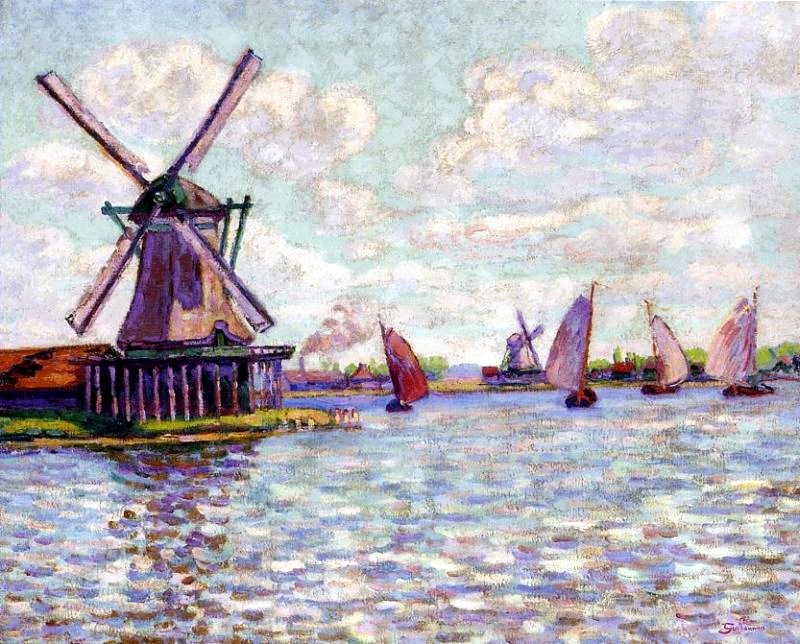
Moulins en Hollande van Armand Guillaumin, 1904

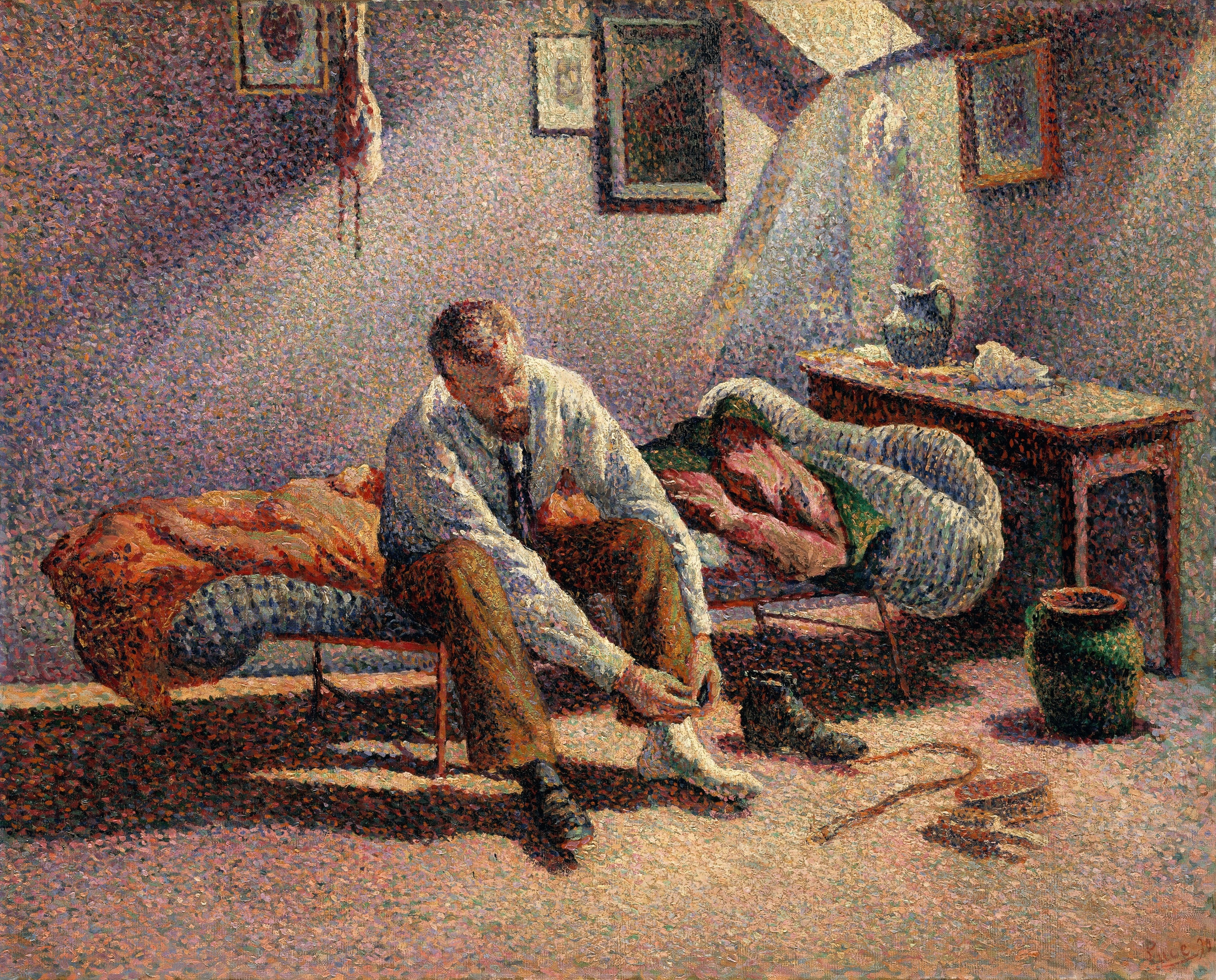
Ochtend, interieur, pointilistisch, neo-impressionistisch werk van Maximilen Luce, 1890

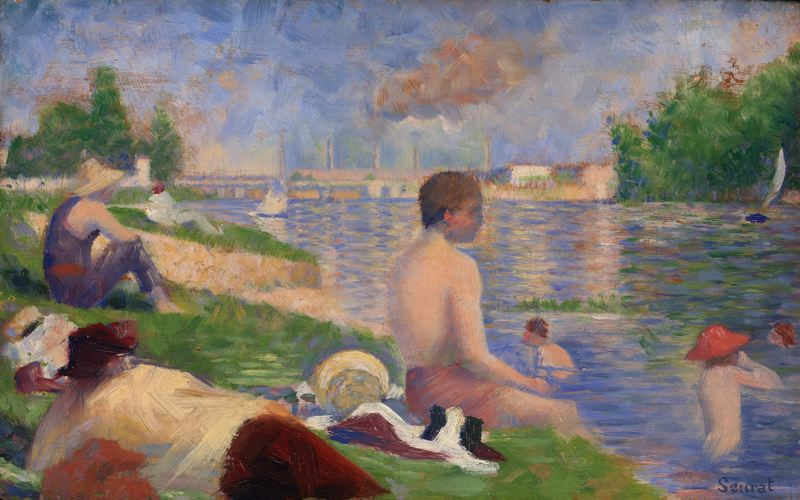
Laatste studie voor Seurats Baders bij Asnières, 1883

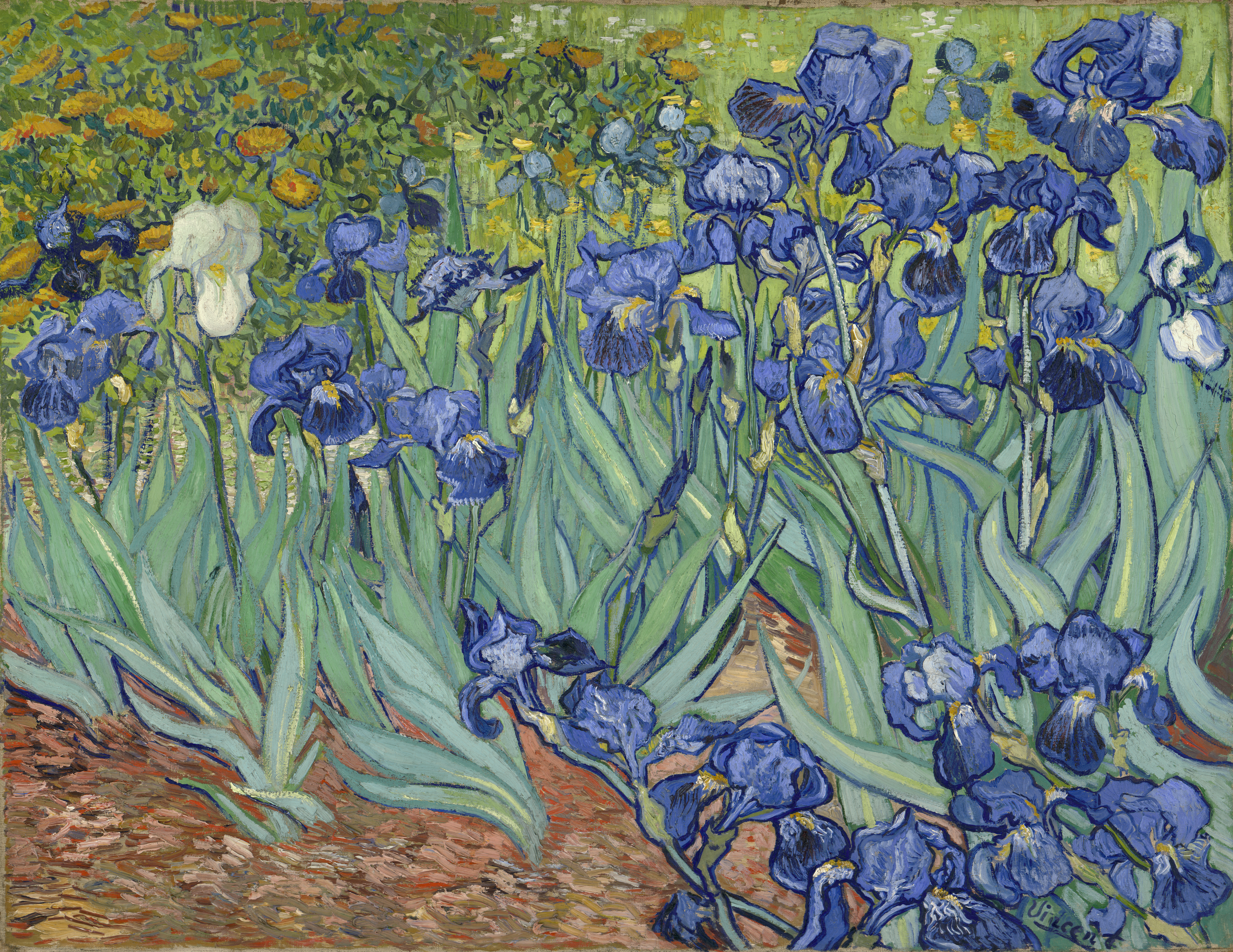
Vincent van Gogh gebruikte voor zijn Irissen (1889) pigment dat niet lichtecht was; ze waren oorspronkelijk violet.

Gezicht vanaf Stalheim, Johan Christian Clausen Dahl, 1842. Dahl wordt tot de romantiek gerekend, maar gebruikte regelmatig violet, hier voor de bergen, de lucht en de regenboog.

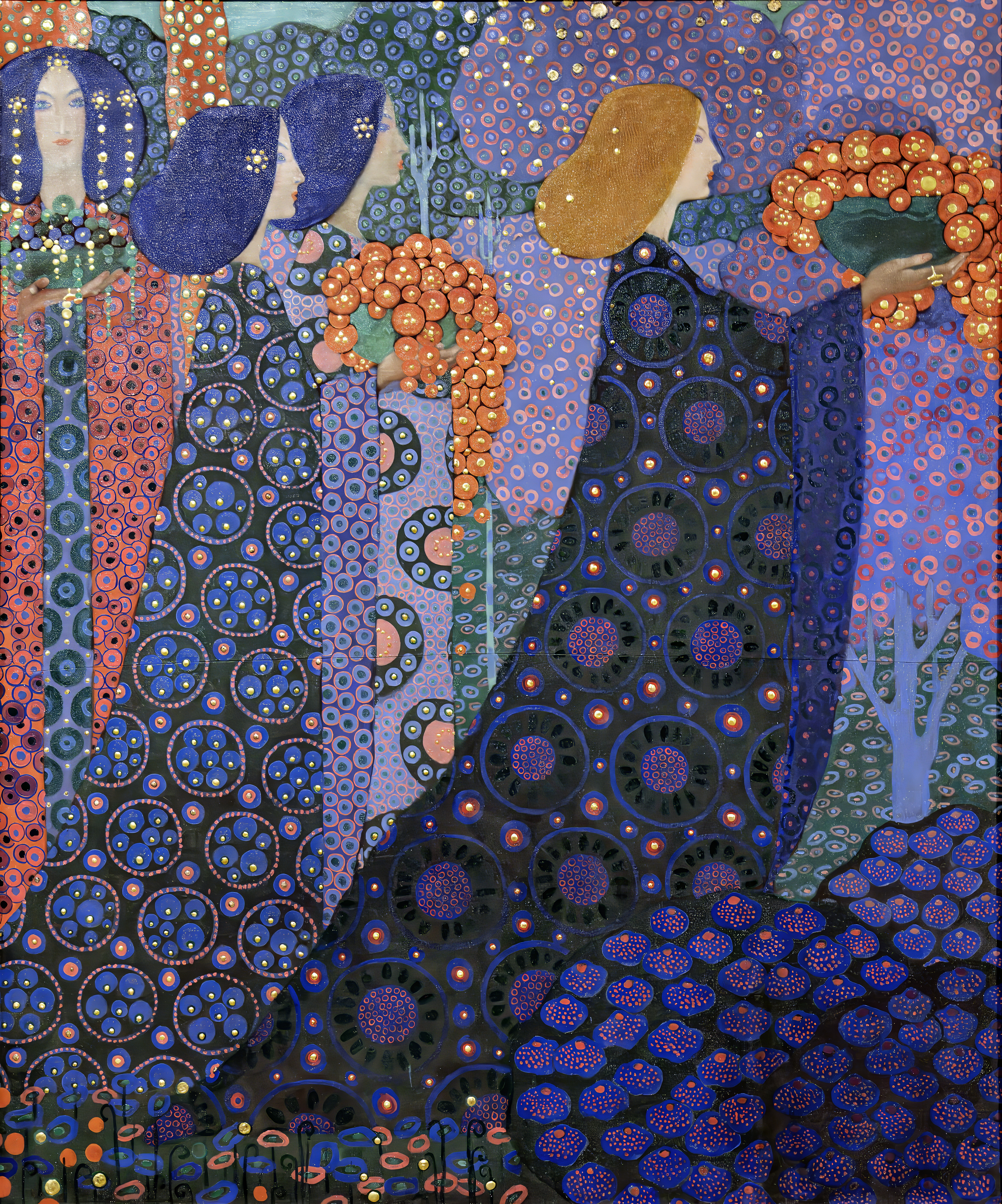
Stoet van de prinsessen, Vittorio Zecchin, 1914. Dit werk, afgedrukt met andere kleurweergave, illustreert het artikel in kM.

| Moulins en Hollande van Armand Guillaumin, 1904. Het vlak wordt in tweeën gedeeld door de horizon, waar de zeilboten varen en de molen, het hoofdonderwerp, bovenuit torent. Deze staat aan de linkerkant van het vlak, dat gedomineerd wordt door een meer en de lucht. De golfjes en de wolkenlucht worden weergegeven in lichte toetsen van wit, lila, blauw, violet en groen. De molen op zijn schiereiland en de zeilen van de boten zijn daarentegen zwaar aangezette vlakken met meer warme tinten. | 'Ochtend, interieur' van Maximilen Luce, 1890. Dit pointilistische, neo-impressionistische werk toont een man die zittend op zijn bed zijn sokken en schoenen aantrekt; zijn stropdas heeft hij al om. Het licht van een dakraam en werpt violette schaduwen op de muur van de sobere zolderkamer. |

| Vincent van Gogh gebruikte voor zijn Irissen pigment dat niet lichtecht was; ze waren oorspronkelijk violet, nu zijn ze blauw. | Gezicht vanaf Stalheim, Johan Christian Clausen Dahl, 1842. Dahl wordt tot de romantiek gerekend, maar gebruikte regelmatig violet, hier voor de bergen, de lucht en de regenboog. |